# T. R. Knight
Theodore Raymond Knight (Mineápolis, Minnesota; 26 de marzo de 1973), conocido como T. R. Knight, es un actor estadounidense. Gran parte de su tiempo lo ha dedicado a la actuación en la compañía de teatro Guthrie Theater, con la que comenzó a actuar con tan sólo cinco años. Ha participado en varios musicales de Broadway y fuera de Broadway. 
Su papel de George O'Malley en la serie Grey's Anatomy (Anatomía de Grey) le ha supuesto su mayor éxito a su carrera hasta el momento.

## Vida personal
Después de que Isaiah Washington le dirigiera insultos homofóbicos en el set de rodaje de Anatomía de Grey, donde ambos trabajaron, Knight hizo pública su homosexualidad en la revista People el 19 de octubre de 2006: 

Supongo que ha habido algunas cuestiones respecto a mi sexualidad, y me gustaría acallar rumores innecesarios que de ella se deriven. Aunque prefiero mantener en privado mi vida personal, espero que el hecho de que sea gay no sea la parte más interesante de mí.

Su declaración afectó su trabajo, ya que se dio cuenta de que su personaje (George) solo apareció 44 minutos en toda una temporada, lo que terminó por decidir que su participación en la serie había terminado.
En 2013 se casó con su novio Patrick Leahy.

## Teatro

### Guthrie Theater
| Año | Título                     | Papel                   | Notas |
| --- | -------------------------- | ----------------------- | ----- |
|     | Amadeus                    | Wolfgang Amadeus Mozart |       |
|     | Ah, Wilderness!            | Richard Miller          |       |
|     | A Christmas Carol          | Tiny Tim                |       |
|     | A Midsummer Night's Dream  | Francis Flute           |       |
|     | Philadelphia, Here I Come! | Joe                     |       |
|     | Racing Demon               | Ewan Gilmour            |       |
|     | El rey León                |                         |       |

### Broadway
| Año  | Título     | Papel       | Notas |
| ---- | ---------- | ----------- | ----- |
| 2003 | Tartuffe   | Damis       |       |
| 2001 | Noises Off | Tim Allgood |       |

### En otros teatros
| Año  | Título               | Papel                      | Notas |
| ---- | -------------------- | -------------------------- | ----- |
| 2004 | Boy                  |                            |       |
| 2003 | Svattergood          | Brendan Hillliard          |       |
|      | This Lime Tree Bower | Joe                        |       |
| 1999 | Macbeth              | Donalbain/Messenger        |       |
| 2001 | The Hologram Theory  | Tweery                     |       |
|      | Right Way to Sue     | Franklin/Varios personajes |       |

## Filmografía

### Cine
| Año  | Título                              | Papel            | Notas |
| ---- | ----------------------------------- | ---------------- | ----- |
| 2000 | Dear, Home Letters from World War I | Soldado          |       |
| 2002 | Garmento                            | Daniel           |       |
| 2006 | Last Request                        | Jeffrey          |       |
| 2013 | 42                                  | Harold Parrot    |       |
| 2015 | A Year and Change                   | Kenny            |       |
| 2017 | Hello Again                         | Carl (El Esposo) |       |

### Televisión
| Año             | Título                           | Papel                      | Notas                                                                              |
| --------------- | -------------------------------- | -------------------------- | ---------------------------------------------------------------------------------- |
| 2003            | Charlie Lawrence                 | Ryan Lemming               | 6 episodios                                                                        |
| 2003            | Frasier                          | Alex                       | Episodio: "Maris Returns"                                                          |
| 2004            | Law & Order: Criminal Intent     | Neil Colby                 | Episodio: "F.P.S."                                                                 |
| 2004            | CSI: Crime Scene Investigation   | Zero Adams                 | Episodio: "XX"                                                                     |
| 2005–2009, 2020 | Grey's Anatomy                   | George O'Malley            | Personaje principal (temporada 1–5) Invitado especial (temporada 17) 103 episodios |
| 2006            | Sesame Street                    | Private "I"                | Episodio: "Baby Bear Writes a Story Called 'The 3 Astro Bears'"                    |
| 2011            | Ley y Orden Special Victims Unit | Gabriel Thomas/Brian Smith | Episodio: "Double Strands"                                                         |
| 2012–13         | The Good Wife                    | Jordan Karahalios          | 7 episodios                                                                        |
| 2016            | 11.22.63                         | Johnny Clayton             | 4 episodios                                                                        |
| 2017            | The Catch                        | Tommy Vaughan              | 6 episodios                                                                        |
| 2017            | When We Rise                     | Chad Griffin               | 4 episodios                                                                        |
| 2017            | Genius                           | J. Edgar Hoover            | 4 episodios                                                                        |
| 2018            | Genius: Picasso                  | Max Jacob                  | 6 episodios                                                                        |
| 2019            | God Friended Me                  | Gideon                     | Episodio: "The Last Grenelle"                                                      |
| 2019            | The Bravest Knight               | Sir Cedric (voice)         | Personaje principal                                                                |
| 2020            | Will & Grace                     | Dexter Murphy              | Episodio: "Filthy Phil, Part II"                                                   |
| 2020            | The Comey Rule                   | Reince Priebus             | Miniserie                                                                          |
| 2020–2022       | The Flight Attendant             | Davey Bowden               | Elenco principal (temporada 1); recurrente (season 2)                              |